# Sherzodjon Yusupov
Sherzodjon Yusupov (Regione di Tashkent, 10 ottobre 1982) è un sollevatore uzbeko.
Ai Campionati mondiali di sollevamento pesi 2007 si è classificato 28° nella categoria 77 kg, con un totale di 319 kg.
Ai campionati asiatici del 2008 si è classificato 5° nella categoria 77 kg, con un totale di 314 kg. Ha gareggiato alle Olimpiadi estive del 2008 nella divisione 77 kg finendo sedicesimo con un totale di 322 kg.
Alle Olimpiadi estive del 2012, ha gareggiato nella categoria 85 kg, dove si è classificato all'11º posto, con un totale di 350 kg.